# Armin Hofer
Armin Hofer (Brunico, 19 marzo 1987) è un ex hockeista su ghiaccio italiano, di ruolo difensore.

## Carriera

### Club
Armin Hofer dopo essere cresciuto nelle squadre giovanili esordì con la prima squadra dell'HC Val Pusteria nel corso della stagione 2004-05, collezionando tre presenze ed un assist. Dalla stagione successiva entrò stabilmente nella rosa della squadra, disputando 35 incontri, uno dei quali valido per i playoff. Nella stagione 2007-08 arrivò per la prima volta a quota 10 punti al termine della stagione regolare, e mise a segno i primi punti in carriera nei playoff. L'anno successivo fu limitato da un infortunio al ginocchio, tuttavia al termine dell'anno fu riconfermato dalla formazione pusterese.
Nella stagione 2009-10 superò se stesso stabilendo un nuovo primato personale con 19 punti in 40 partite. I primi successi giunsero invece a partire dal campionato 2010-11, quando il club conquistò la Coppa Italia, primo trofeo della propria storia. Nel mese di settembre del 2011 giunse invece la conquista della Supercoppa italiana.
Dopo le numerose stagioni consecutive trascorse a Brunico, Hofer conquistò a partire dalla stagione 2011-12 il grado di capitano alternativo che mantenne fino alla stagione 2013-14.
Ricoprì nuovamente il ruolo di capitano alternativo dei Lupi dal 2017 al 2019, quando venne nominato capitano a seguito del ritiro di Armin Helfer. Rimase capitano anche dopo l'iscrizione della squadra in ICE Hockey League.
Poco prima dell'inizio della ICE Hockey League 2022-2023 il giocatore e la squadra risolsero consensualmente il contratto, che gli era stato rinnovato nel precedente mese di luglio.
Il 1º ottobre successivo sottoscrisse un contratto annuale con il Renon, facendo dunque ritorno in Alps Hockey League. L'esperienza con la squadra di Collalbo durò solo fino al termine della stagione: il 5 agosto 2023 Helfer annunciò infatti il ritiro.

### Nazionale
Fra il 2004 ed il 2006 Armin Hofer militò nelle formazioni giovanili Under-18 e Under-20, conquistando per due volte la terza posizione nella Prima Divisione del Mondiale U18 del 2004 e nella Prima Divisione del Mondiale U20 del 2006.
Dal 2005 al 2019 indossò la maglia della Nazionale maggiore; per due volte Hofer conquistò il titolo di Prima Divisione, nel 2009 e nel 2011, mentre disputò i mondiali di Gruppo A nel 2008, nel 2010, nel 2014, nel 2017 e nel 2019. Nel 2013 prese parte al torneo di qualificazione olimpica per i giochi di Soči 2014 ed al mondiale di Prima Divisione disputatosi in Ungheria. Nel 2015 prese parte al mondiale di Prima Divisione disputatosi in Polonia.

## Palmarès

### Club
- Coppa Italia: 1

Val Pusteria: 2010-2011
- Supercoppa italiana: 3

Val Pusteria: 2011, 2014, 2016

### Giovanili
- Campionato italiano U19: 1

Val Pusteria: 2004-2005

### Nazionale
- Campionato mondiale di hockey su ghiaccio - Prima Divisione: 2

Polonia 2009, Ungheria 2011

### Individuale
- Maggior numero di reti per un difensore del Campionato mondiale di hockey su ghiaccio - Prima Divisione: 1

Ungheria 2013 (1 rete)
- Maggior numero di punti per un difensore della Alps Hockey League: 2

2016-2017 (39 punti), 2018-2019 (40 punti)
- Maggior numero di assist per un difensore della Serie A: 2

2017-2018 (2 assist), 2019-2020 (4 assist)
- Maggior numero di reti per un difensore della Serie A: 1

2019-2020 (1 rete)
- Maggior numero di punti per un difensore della Serie A: 1

2019-2020 (5 punti)
- Miglior Plus/Minus della Alps Hockey League: 1

2018-2019 (+40)